# Schweizer Bobbahn (Heide-Park)
Schweizer Bobbahn is een bobslee-achtbaan in het Duitse Heide-Park te Soltau. Schweizer Bobbahn is gebouwd door de Duitse attractiebouwer MACK Rides en in 1994 geopend. De baan heeft een lengte van 990 meter, een maximumsnelheid van 53 kilometer per uur, en een maximale hoogte van 27 meter. Passagiers hebben geen eigen stoel, maar zitten achter elkaar in een karretje. De treinen stellen verschillende nationale bobsleeteams voor uit Europa.